# کسرول ماکارونی
کاسرول ماکارونی نوعی غذای با ماکارونی پخته‌است. به ویژه به عنوان یک غذای اصلی در آشپزی خانگی شمال اروپا شناخته می‌شود. این یک غذای ماکارونی پخته و مخلوطی از تخم مرغ و شیر با مواد اضافی مانند گوشت، سبزیجات یا ماهی است. معمولاً با پنیر یا آرد سوخاری که روی آن پاشیده می‌شود درست می‌شود.
این غذا یادآور فریتاتا است، با تفاوت اصلی این است که به‌طور کامل در فر پخته می‌شود. معمولاً با سس کچاپ مصرف می‌شود.

## انواع بر اساس کشور

### فنلاند
در فنلاند، این غذا را makaronilaatikko (فنلاندی) یا makaronilåda (سوئدی) می‌نامند ت.ت. 'macaroni casserole' یکی از محبوب‌ترین غذاهای سنتی است. بر اساس یک نظرسنجی که در سال ۲۰۱۰ با ۱۱۰۰ پاسخ دهنده انجام شد، این دومین غذای روزمره محبوب برای شام در فنلاند است. امروزه این غذا بیشتر با گوشت چرخ کرده درست می‌شود، اما به‌طور سنتی بدون گوشت یا پنیر درست می‌شود. وقتی بدون گوشت تهیه می‌شد، اغلب به عنوان جایگزینی برای سیب زمینی در غذا استفاده می‌شد و بعداً به بخشی از غذای معروف تبدیل شد. کاسرول‌های ماکارونی به راحتی در فروشگاه‌های مواد غذایی فنلاند به عنوان وعده‌های غذایی از پیش بسته‌بندی شده در دسترس هستند.

### سوئد
در سوئد این غذا را makaronipuding یا makaronilåda می‌نامند. نسخه سوئدی معمولاً با ژامبون، تره فرنگی و پنیر درست می‌شود.

### مالت
در مالت، یک غذای پخته به نام ایمقارون با ماکارونی، سس گوشت به سبک بولونی و تخم مرغ درست می‌شود. نسخه‌های دیگر جگر مرغ، تخم مرغ آب‌پز سفت، نخود و بیکن را اضافه می‌کنند. روی ماکارونی‌ها معمولاً یک لایه پنیر رنده شده یا بشکاملا (بشامل) ریخته می‌شود که در طی فرایند پخت ذوب می‌شود و به چسباندن و سفت شدن پاستا کمک می‌کند. این را نباید با تیمپانا که دارای پوشش بیرونی شیرینی است، اشتباه گرفت.

### مقدونیه شمالی
در مقدونیه شمالی، این غذا ماکارونی وو تاوا نامیده می‌شود و با ماکارونی، گوشت چرخ کرده و سس گوشت به سبک بولونیزی درست می‌شود. روی کاسرول ماکارونی هنگام پخت پنیر رنده شده یا پنیر سفید خرد شده می‌ریزند. گاهی می‌تواند شامل تخم مرغ نیز باشد، مانند نسخه مالتی.

### اندونزی

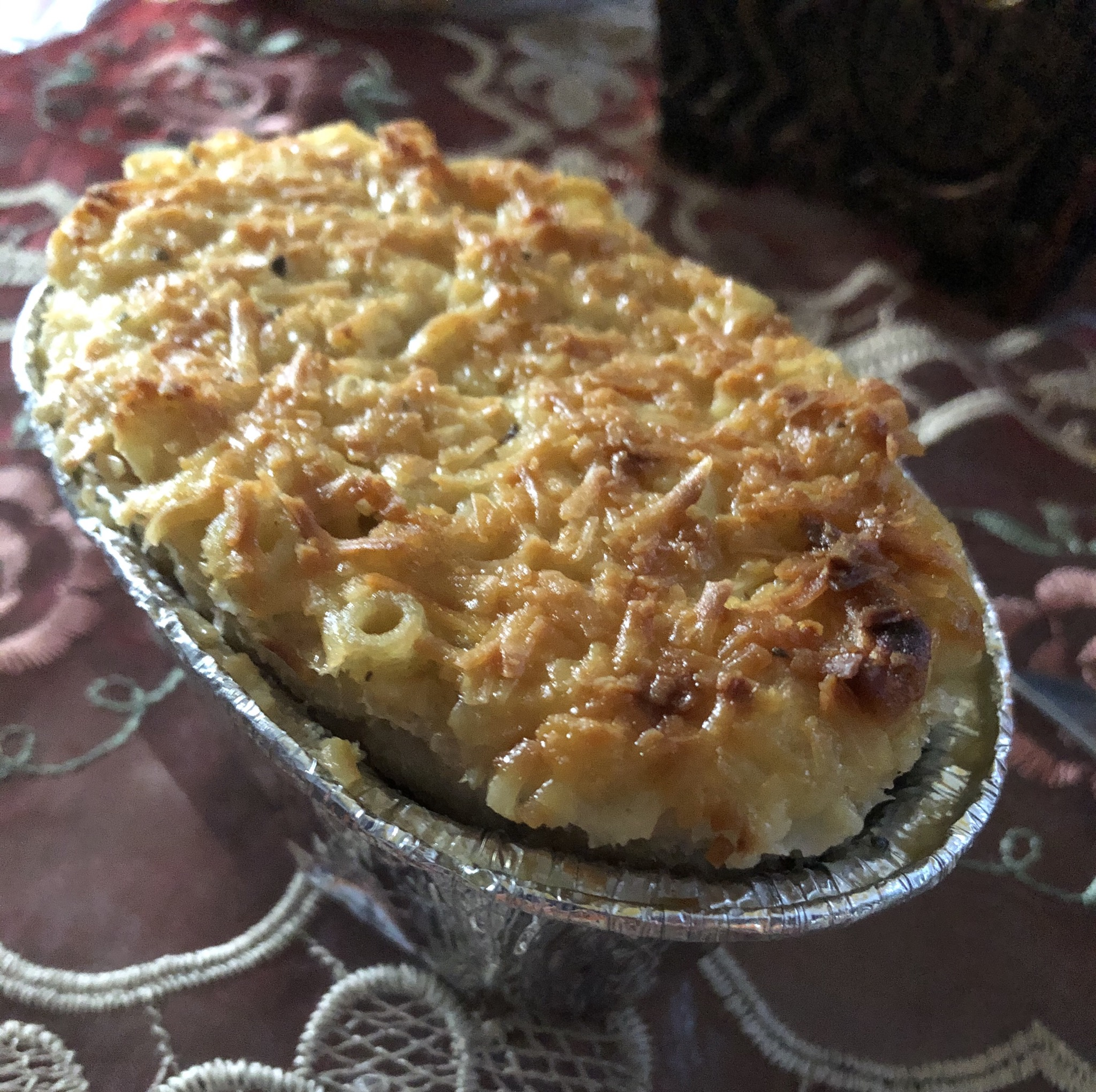
کسرول ماکارونی

در اندونزی، این غذا را گاهی به نام ماکارونی schotel یا makaroni schaal می‌شناسند. این غذا توسط هلندی‌ها در زمان اشغال اندونزی معرفی شد؛ بنابراین، «Schotel» یا «schaal» (به معنای «ظروف»)، که از زبان هلندی وام گرفته شده‌است، به ظرفی گفته می‌شود که برای تهیه این غذا استفاده می‌شود. نسخه اندونزیایی آن معمولاً با پنیر و گوشت درست می‌شود (گوشت دودی به‌طور گسترده‌ای استفاده می‌شود، به جای سوسیس یا ماهی تن). گاهی از سیب زمینی نیز استفاده می‌شود).